# World Series 1909
Le World Series 1909 sono state la sesta edizione della serie di finale della Major League Baseball al meglio delle sette partite tra i campioni della National League (NL) 1908, i Pittsburgh Pirates e quelli della American League (AL), i Detroit Tigers.
I Pirates vinsero la serie per 4-3 conquistando il loro primo titolo. La loro stella era Honus Wagner, che quell'anno guidò la lega con una media battuta di. 339 e 100 punti battuti a casa. Detroit invece divenne la prima squadra a qualificarsi per tre World Series consecutive, pur perdendole tutte, malgrado la presenza di Ty Cobb che quell'anno vinse il suo terzo titolo di miglior battitore.

## Riassunto della serie
I Pirates avevano vinto il pennant della National League nel 1909 grazie al brillante gioco di Honus Wagner, che guidò la lega con una media battuta di .339 e 100 corse battute.
Detroit tornò per il suo terzo Fall Classic consecutivo, determinato a cancellare i ricordi dei loro sforzi precedenti. I Tigers erano anche sostenuti dalla pesante mazza di Ty Cobb (che aveva appena vinto il suo terzo titolo consecutivo di battitore dell'American League) e da un formidabile pitching staff. Avrebbero potuto finalmente vincere le Series al loro terzo tentativo, se non fosse stato per il rookie dei Pirates Babe Adams. Il manager Fred Clarke lo fece partire, per un'intuizione, in gara 1. Adams vinse quella partita e altre due, stabilendo un record di World Series per i rookie. I Tigers divennero così la prima squadra dell'AL a vincere tre pennant consecutivi e la prima squadra a perdere tre World Series consecutive (i New York Giants avrebbero perso tre serie consecutive dal 1911-13).
I Pirati correvano a volontà contro il debole corpo di ricezione di Detroit, rubando 18 basi in sette partite.
Per la prima volta, quattro arbitri sono stati utilizzati allo stesso tempo, con il piatto standard arbitro e base arbitro insieme a due arbitri outfield.
Il 14 giugno 2009 è stato celebrato il centesimo anniversario della serie, quando i Tigers e i Pirates hanno giocato tra loro a Pittsburgh. Entrambe le squadre indossavano uniformi throwback simili a quelle indossate nel 1909. L'indirizzo pubblico dello stadio e i sistemi audio erano anche spenti, simulando le condizioni di gioco nel 1909. I Pirati hanno vinto la partita, 6-3.

## Sommario

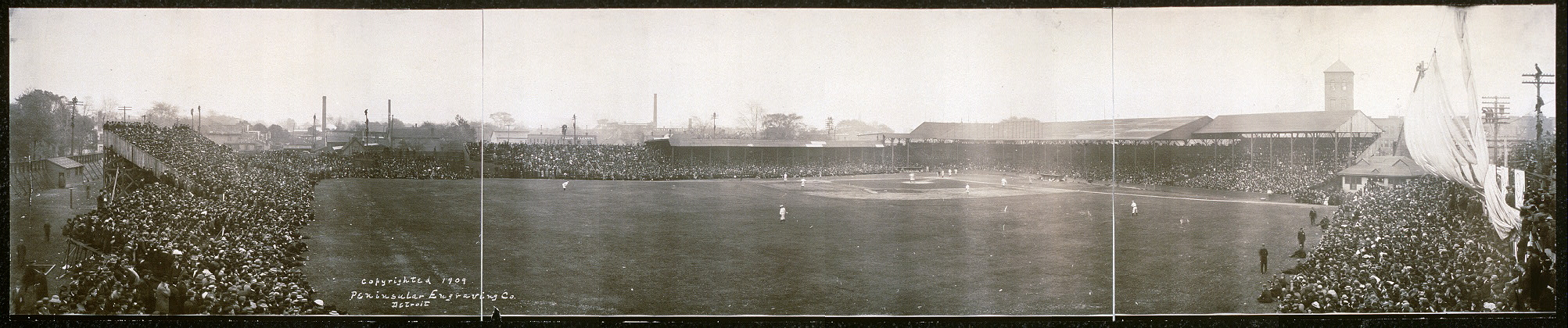
Bennett Park l'11 ottobre 1909, per la terza gara delle World Series 1909

Pittsburgh ha vinto la serie, 4-3.
| Gara | Data       | Punteggio                                  | Stadio       | Tempo | Pubblico |
| ---- | ---------- | ------------------------------------------ | ------------ | ----- | -------- |
| 1    | 8 ottobre  | Detroit Tigers – 1, Pittsburgh Pirates – 4 | Forbes Field | 1:55  | 29.264   |
| 2    | 9 ottobre  | Detroit Tigers – 7, Pittsburgh Pirates – 2 | Forbes Field | 1:45  | 30.915   |
| 3    | 11 ottobre | Pittsburgh Pirates – 8, Detroit Tigers – 6 | Bennett Park | 1:56  | 18.277   |
| 4    | 12 ottobre | Pittsburgh Pirates – 0, Detroit Tigers – 5 | Bennett Park | 1:57  | 17.036   |
| 5    | 13 ottobre | Detroit Tigers – 4, Pittsburgh Pirates – 8 | Forbes Field | 1:46  | 21.706   |
| 6    | 14 ottobre | Pittsburgh Pirates – 4, Detroit Tigers – 5 | Bennett Park | 2:00  | 10.535   |
| 7    | 16 ottobre | Pittsburgh Pirates – 8, Detroit Tigers – 0 | Bennett Park | 2:10  | 17.562   |

## Hall of Famer coinvolti
- Umpire: Billy Evans, Bill Klem
- Pirates: Fred Clarke, Honus Wagner, Vic Willis
- Tigers: Sam Crawford, Ty Cobb, Hughie Jennings (man.)